# 数土直紀
数土 直紀（すど なおき、1965年11月3日 - ）は、日本の社会学者、一橋大学大学院社会学研究科教授。数理社会学専攻。

## 来歴
メキシコ生まれ。1989年東京大学文学部社会学科卒、1993年同大学院博士課程単位取得満期退学、1994年信州大学講師、1995年助教授、1998年学習院大学法学部助教授、2001年教授。2021年より一橋大学大学院社会学研究科教授。1995年「社会理論における「自由」と「社会」の原理的関係 -自由の社会理論の試み」で東大社会学博士。

## 著書
- 自由の社会理論 多賀出版 2000.2
- 理解できない他者と理解されない自己 寛容の社会理論 勁草書房 2001.3
  - 理解できない他者と理解されない自己 寛容の社会理論　オンデマンド版 勁草書房 2017.9
- 社会を〈モデル〉でみる 数理社会学への招待 数理社会学会編集 勁草書房 2004.3
- 自由という服従 光文社(光文社新書) 2005.1
- 数理社会学入門 今田高俊共編著 勁草書房 2005.2
- 階層意識のダイナミクス なぜ、それは現実からずれるのか 勁草書房 2009.1
  - 階層意識のダイナミクス なぜ、それは現実からずれるのか　オンデマンド版 勁草書房 2017.9
- 日本人の階層意識 講談社 (講談社選書メチエ) 2010.7
- 信頼にいたらない世界 権威主義から公正へ 勁草書房 2013.11
- 格差社会のなかの自己イメージ 勁草書房 2018.2